# Asterix – Gudarnas hemvist
Asterix – Gudarnas hemvist är en belgisk-fransk datoranimerad familjefilm från 2014 och är den nionde animerade filmen om Asterix baserad på albumet av samma namn. Filmen hade svensk premiär 1 april 2015.

## Svenska röster
- Tomas Bolme – Asterix
- Allan Svensson – Obelix
- Claes Månsson – Julius Caesar
- Kim Sulocki – Raetus Vinclius
- Magnus Mark – Cneckobenus
- Björn Gedda – Majestix
- Grim Lohman – Apeljusus
- Johan Hedenberg – Smidefix
- Per Sandborgh – Crabbofix
- Per Eggers – Minimalus
- Claes Ljungmark – senator Prospectus
- Christian Hedlund – Yoghourtha
- Lizette Pålsson – Ljuva
- Andreas Nilsson – Miraculix
- Jonas Bane – Cubitus
- Nils Eklund – Senilix
- Ole Ornered – Troubadix
- Sanna Ekman – Bonemine

- Övriga roller – Anders Öjebo, Bengt Järnblad, Cecilia Wrangel, Christopher Carlqvist, Ester Sjögren, Hasse Jonsson, Jan Modin, Vicki Benckert
- Översättning – Mattias Johannesson
- Regi och tekniker – Hasse Jonsson
- Svensk version producerad av Eurotroll AB[9]